# Omphalucha angulilinea
Omphalucha angulilinea là một loài bướm đêm trong họ Geometridae.